# دوغ براون (منافس ألعاب قوى)
دوغ براون (بالإنجليزية: Doug Brown)‏ هو منافس ألعاب قوى أمريكي، ولد في 1 مارس 1952.

## وصلات خارجية
- دوغ براون على موقع الاتحاد الدولي لألعاب القوى (الإنجليزية)
- دوغ براون على موقع أوليمبيديا (الإنجليزية)